# Basilique San Michele Maggiore
La basilique San Michele Maggiore (Saint-Michel Majeur) est une église de Pavie, en Italie du Nord, l'un des meilleurs exemples de style roman lombard. Elle date des XIe et XIIe siècles.

## Histoire
Le premier bâtiment religieux construit sur le site est la chapelle du palais lombard (dont une partie subsiste sous la forme de la base du campanile de la basilique actuelle). Il est en fait documenté pour la première fois à l'époque de Grimoald Ier (662-671) et sa fondation remonte probablement à cette période. En 839, Rotruda, fille de l'empereur Lothaire Ier  et d'Ermengarde, fut baptisée dans la basilique. Au Xe siècle, le bâtiment apparaît dans des documents avec le nom de San Michele Maggiore et est désigné comme une église palatine, c'est-à-dire liée au palais des rois, qui devait être situé à quelques pâtés de maisons au nord. Certaines fouilles archéologiques menées à la basilique en 2018-2019 ont mis au jour des vestiges d'édifices du début du Moyen Âge probablement attribuables au Palais Royal. Une première église dédiée à l'archange saint Michel est construite sur son emplacement, mais elle est détruite lors d'un incendie en 1004. La construction actuelle débute à la fin du XIe siècle (crypte, chœur et transept) et est achevée en 1130. Les bas-côtés de la nef, comportant à l'origine des voûtes d'arêtes grossières, sont remplacées en 1489 par quatre voûtes rectangulaires.
La basilique fut le siège de nombreux événements historiques, comme les couronnements de Bérenger Ier (888), Guy III (889), Louis III (900), Rodolphe II de Bourgogne (922), Hugues d'Arles (926), Bérenger II (950), Arduin (1002), Henri II (1004) et Frédéric Barberousse (1155).
Au fil des siècles, la basilique a accueilli d'autres somptueuses cérémonies et couronnements. En hommage aux prérogatives royales de la basilique, le premier duc de Milan, Jean Galéas Visconti, ordonna qu'après sa mort, son corps soit enterré dans la chartreuse de Pavie, tandis que son cœur devait être conservé dans la basilique San Michele.
Lors de certains travaux effectués dans la basilique en 1968, de précieux objets en argent de fabrication ostrogothique ont été trouvés sous une tombe datée entre les XIe et XIIe siècles, aujourd'hui conservés dans les musées civiques de Pavie. Il s'agit d'objets, d'assiettes, d'une cuillère et d'un fragment de coupe, non liturgiques et cachés, selon toute vraisemblance, avant le Xe siècle, faisant peut-être partie du trésor originel de la basilique.

## Description
San Michele Maggiore peut être perçue comme le prototype d'autres églises médiévales de Pavie, comme San Pietro in Ciel d'Oro et San Teodoro. Cependant, elle s'en différencie par l'usage de grès plutôt que de briques, et un plan en forme de croix latine avec une nef et deux bas-côtés. Le transept, qui possède une véritable façade propre, une fausse abside et une voûte en berceau distincte du reste de l'église, constitue une partie presque indépendante de l'édifice. Il est également très long (38 m, par rapport aux 55 m de la basilique).
À l'intersection de la nef et du transept s'élève le dôme octogonal, une structure asymétrique de 30 m de haut supportée par des pendentifs dans le style roman-lombard. La façade est décorée de nombreuses sculptures de grès, à thèmes religieux ou profanes ; elles sont cependant très endommagées. La façade possède également cinq fenêtres à meneau doubles, deux fenêtres simples et une croix, reconstructions du XIXe siècle de ce qu'on estime être le plan original. Sur les bas-reliefs en bandes horizontales figurent des personnages humains, animaux naturels et fantastiques. Au-dessus des portails mineurs sont représentés saint Ennode, évêque de Pavie, et saint Eleucade, archevêque de Ravenne. Dans les lunettes se trouvent des anges qui, selon une inscription gravée, ont le rôle d'ambassadeur des paroles des croyants auprès du ciel.

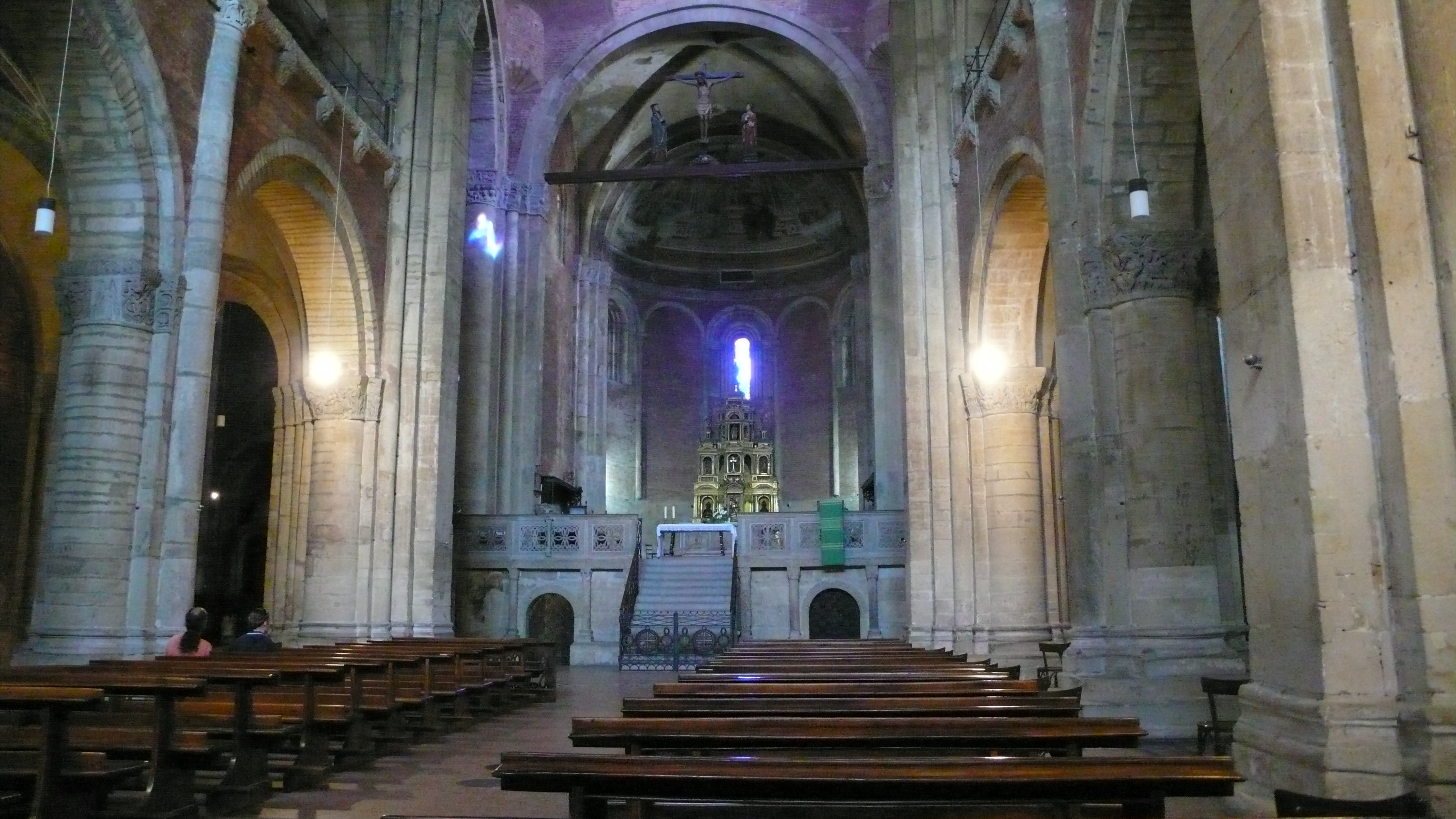
L'intérieur.

La nef possède quatre arches. Les bas-côtés possèdent des matronei. Les quatre chapelles, correspondant aux deuxième et quatrième arches, sont une addition ultérieure. Sous l'abside, décorée d'une fresque du XVIe siècle, est placé le maître-autel datant de 1383 et recueillant les restes de saint Ennode et de saint Eleucade. Le chœur comporte des fragments d'une mosaïque représentant les Labeurs des mois et des thèmes mythologiques, datant du XIIe siècle. Sur le mur à droite de l'autel se trouve l'épitaphe en marbre, dictée vers 521 et composée de couplets latins, par Ennode de Pavie.
Dans la nef centrale, sous l'autel, se trouve le point où se déroulaient les couronnements, marqué par cinq cercles de marbre noir, sur lesquels était placé le trône du roi lors des cérémonies, comme le rappelle l'Honorantiae civitatis Papiae, écrit vers 1020.
En entrant par la façade, à droite, la voûte de la première travée conserve une fresque représentant la Sainte Trinité entourée de sibylles, œuvre réalisée dans la seconde moitié du XVIe siècle par Bernardo Cane. Ensuite, il y a plusieurs autels, comme l'autel de la Vierge avec un retable représentant la Vierge entre les saints Roch et Sébastien de Guglielmo Caccia en 1601 : la date peut être lue dans l'élégant cadre sculpté. Les fresques de la chapelle, avec les histoires de Salomon, David et la Vierge, ont été peintes en 1608 par Giovanni Francesco Romani. La voûte de la travée en avant, avec les docteurs de l'Église, les Évangélistes et les Prophètes, ainsi que l'Annonciation au-dessus de l'arc de la travée, sont l'œuvre de Bernardino Lanzani (1508). Dans le bras gauche du transept se trouve l'autel de Santa Lucia, dont le retable, représentant le martyre de la sainte, est l'œuvre de Guglielmo Caccia et l'autel baroque de Sant'Anna, riche en stuc baroque, qui abrite un tableau représentant la Vierge à l'Enfant, saint Joseph et sainte Anne par le peintre de Novare Pietro Antonio de Pietri (1663-1716).

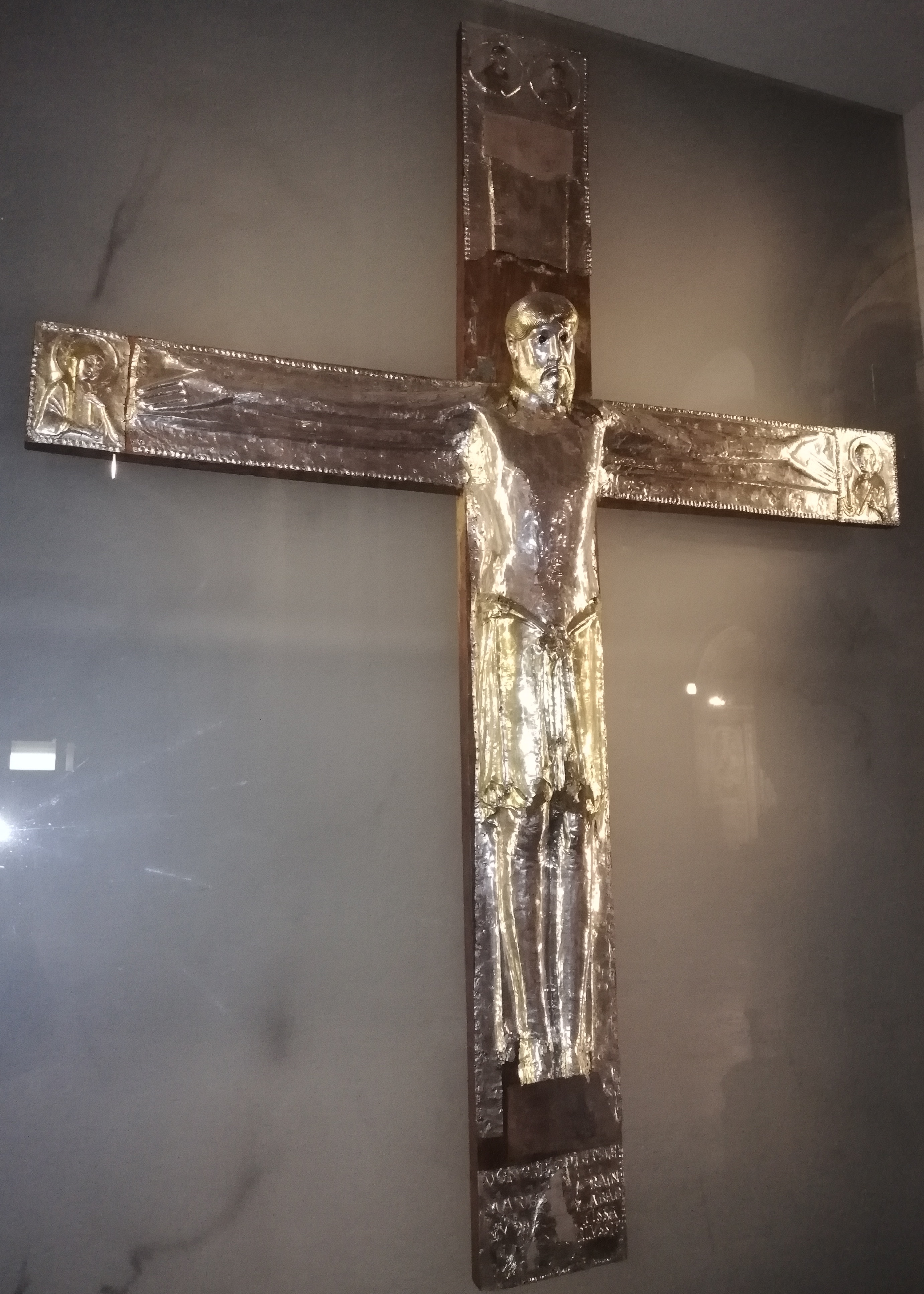
La croix de l'abbesse Raingarda, 963- 965.

La crypte, possédant une nef et deux bas-côtés, est située sous l'autel. La crypte est divisée en trois petites nefs avec deux rangées de six colonnes. Les chapiteaux datent pour la plupart du XIIe siècle et certains d'entre eux représentent des dragons. Probablement certains d'entre eux appartiennent à la crypte de l'église précédente (et sont donc du IXe siècle). Dans la crypte se trouve l'arche en marbre du bienheureux Martino Salimbene, œuvre d'un élève de Giovanni Antonio Amadeo de 1491 et, à gauche de l'autel, une petite statue en marbre représentant la Vierge à l'Enfant, peut-être de l'école pisane ou siennoise du XIIIe – XIVe siècle.
A côté de l'autel de la crypte se trouve le trésor de Saint Brice, un ensemble de mobilier liturgique du XIIe siècle composé d'un encensoir, d'une cloche en bronze, d'une navette en cuivre argenté à verre serti, de quelques ciboires en bois et de fragments d'étoffe de soie et des fils d'or, trouvés en 1402 dans l'église de San Martino Siccomario et apportés en 1407 à l'église de Santa Maria Capella à Pavie. En 1810, lorsque l'église de Santa Maria Capella (documentée à partir de 970) a été désacralisée, le trésor a été transféré à la basilique. Les meubles sont conservés dans des caisses en bois aux frises en feuille d'argent datant de 1765 et sont considérés à tort comme des reliques de Brice di Tours jusqu'en 1863, alors qu'en réalité les objets appartenaient à un nommé Brice qui n'était pas mieux identifié.
Un Christ en bois sculpté et recouvert d'une feuille d'argent y est conservé, d'un peu plus de 2 m de haut et commandée par l'abbesse du monastère de Santa Maria Teodote Raingarda entre 963 et 965. Sa posture plaide en faveur d'un « Christ triomphant » de l'art préroman.
La basilique abrite également une petite crèche en bois sculptée par Baldino da Surso en 1473.

## La cérémonie du couronnement

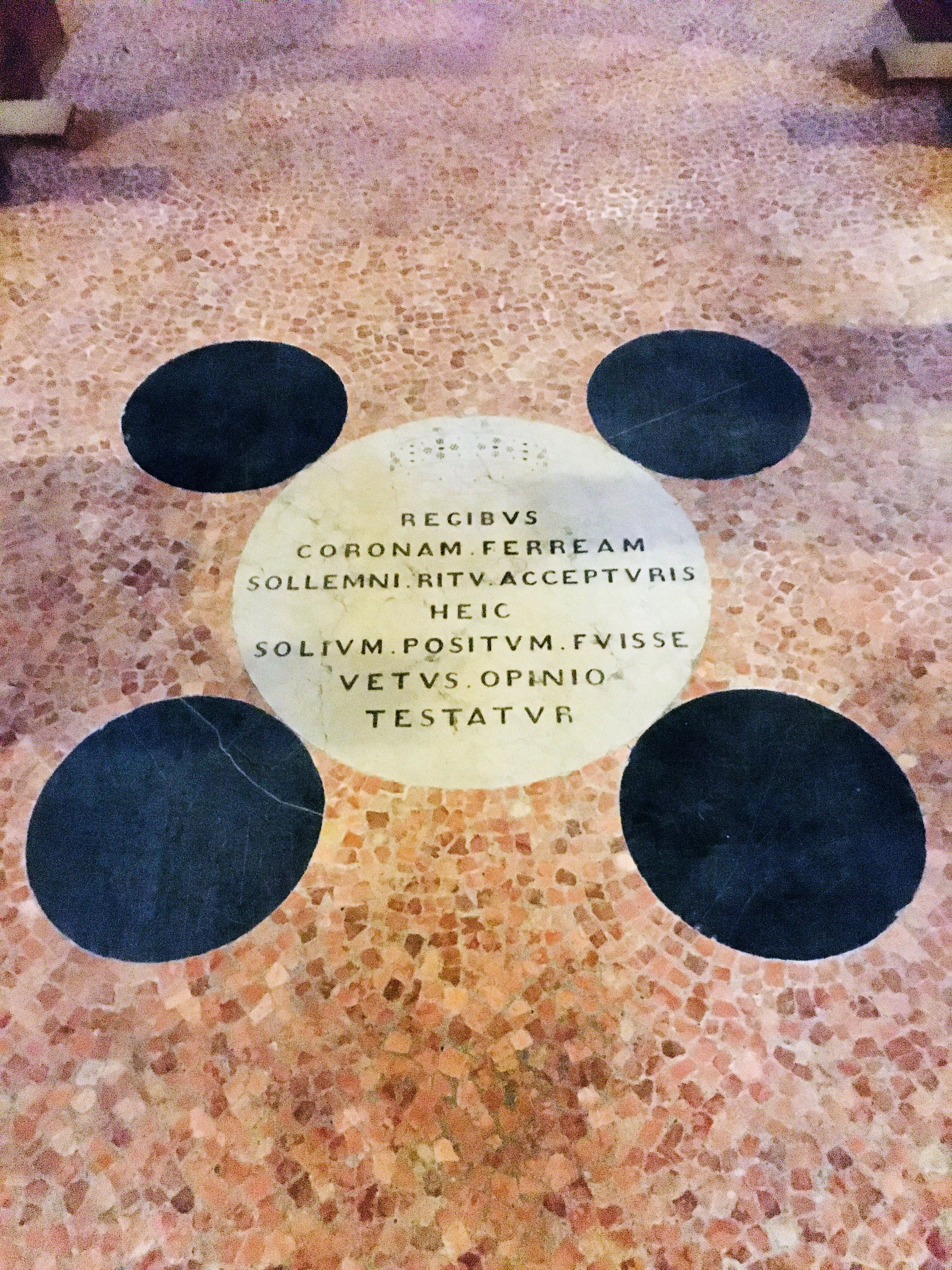
Les cinq pierres, déjà mentionnées dans les Honorantiae civitatis Papiae (vers 1020), au-dessus desquelles le trône était placé lors des couronnements.

La présence de deux portails, au nord et au sud de la basilique et du transept monumental de celle-ci, caractéristique commune à plusieurs églises impériales allemandes, telles que Spire, Mayence et Worms, mais totalement absente de l'architecture religieuse du nord de l'Italie, met en évidence la rôle de la basilique comme lieu des couronnements royaux. Les processions du couronnement du monarque commençaient sur la petite place devant le portail nord (Piazzetta Azzani), qui surplombe la Via Francigena et reliait à l'origine la basilique au Palais Royal. Sans surprise, l'inscription placée sur le linteau du portail invite à prier le Christ pour le salut en utilisant un terme, le vote, utilisé au Moyen Âge chrétien également pour les prières adressées au bien-être de l'empereur. Toujours sur le portail, une seconde inscription apparaît également autour d'une figure angélique: hic est domus refughi atque consultationis, avec référence claire, dans la domus refughi à la domus regi (le palais royal). Une fois à l'intérieur de la basilique, la procession se dirigea vers les quatre pierres noires placées dans la nef centrale, sur lesquelles était placé le trône, qui, curieusement, au cours du mois de mai, lorsque les couronnements avaient généralement lieu, la lumière pénètre par les fenêtres de la abside et de la lanterne, éclairant d'abord la figure de l'Année-Roi placée au sommet de la mosaïque du labyrinthe située sur le maître-autel puis le faisceau de lumière, entre 10h30 et 11h00, se répand sur les cinq pierres. A la fin de la cérémonie, le cortège a quitté la porte sud (face à la via Capsoni), la Porta Speciosa, où est représentée la Traditio Legis, également représentation de la doctrine de Gélase Ier sur la séparation des pouvoirs dans le monde chrétien: celle de la Église et celle de l'Empire.

## Photographies

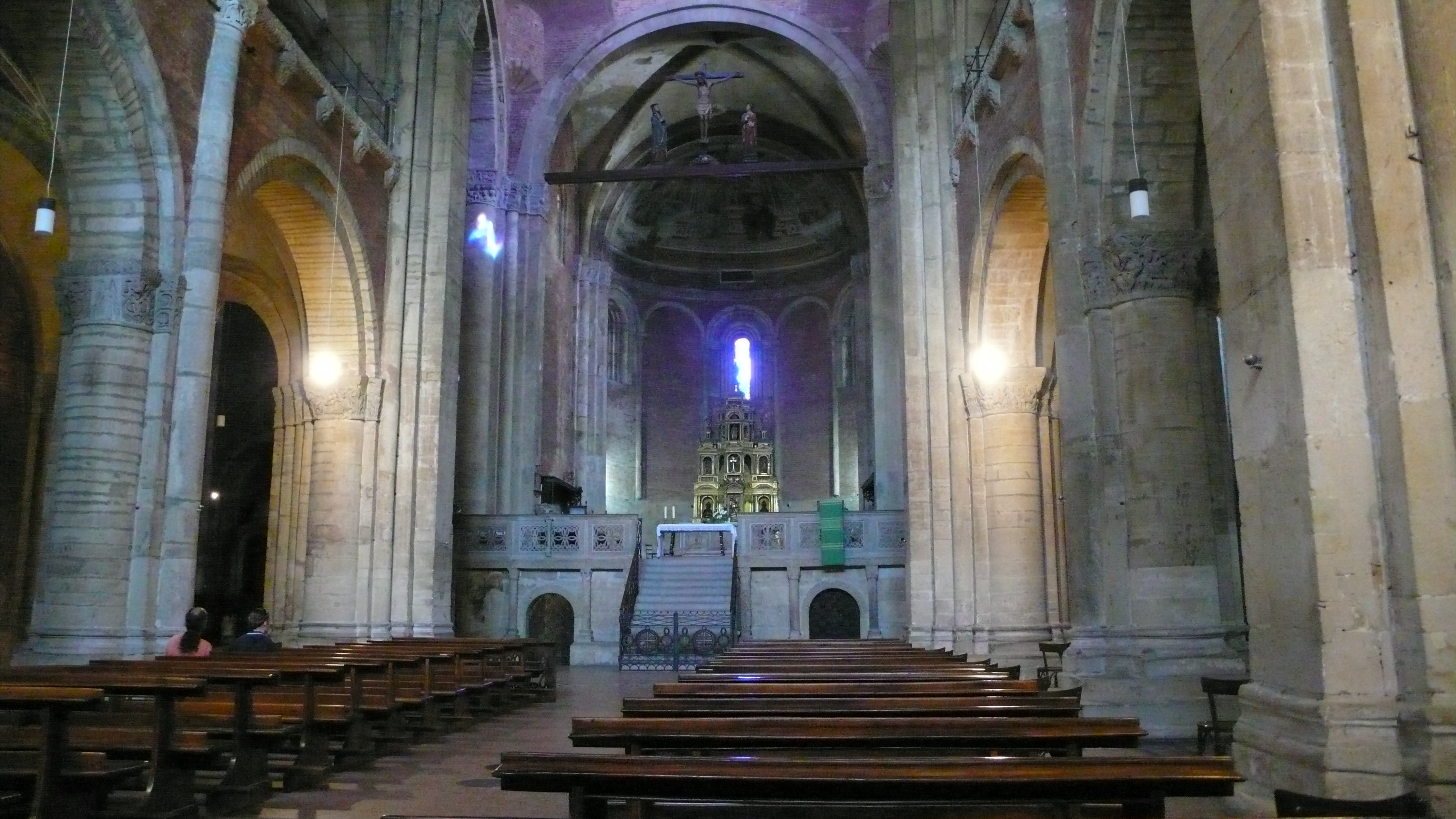
La nef
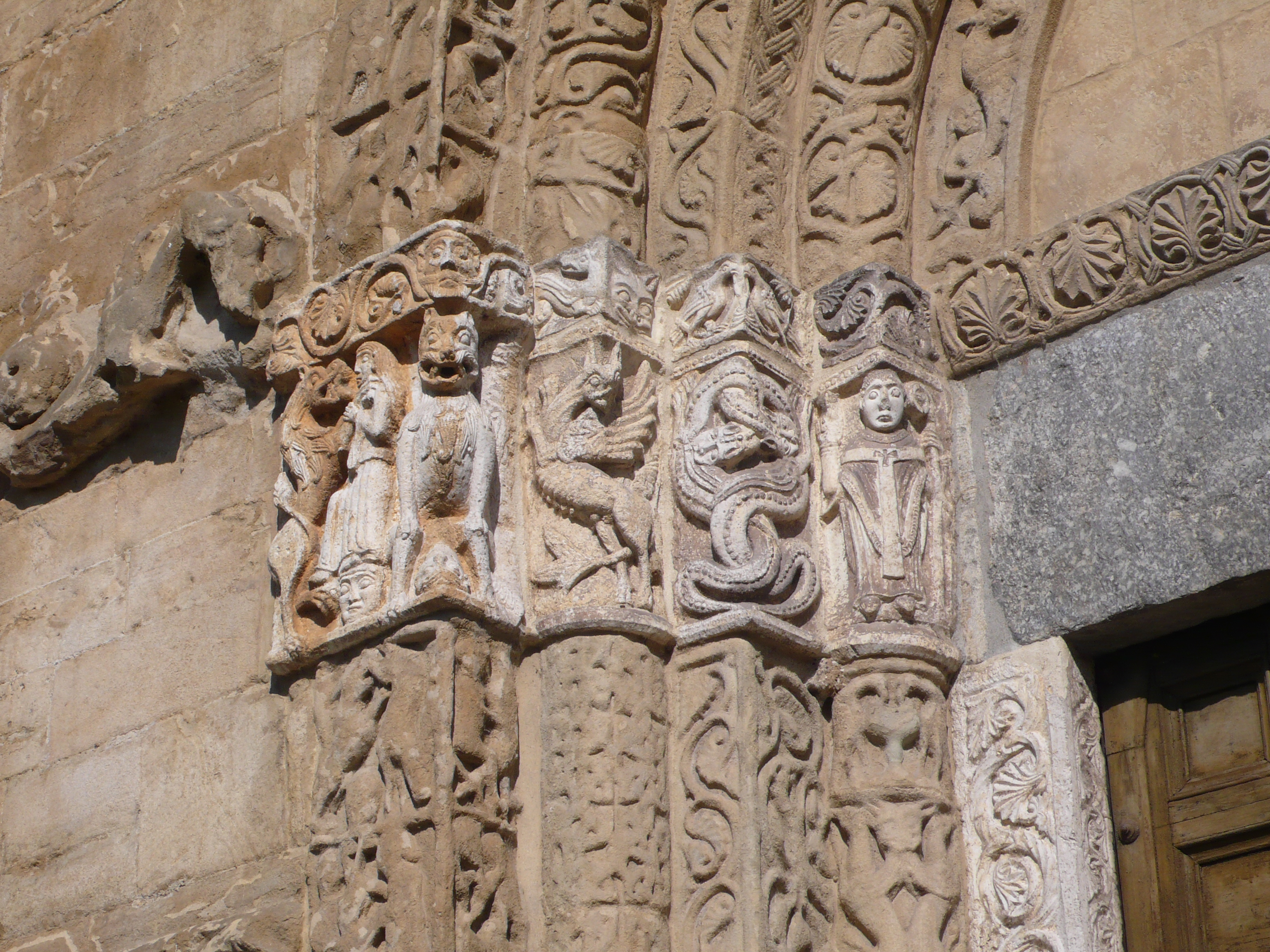
Détail du portail
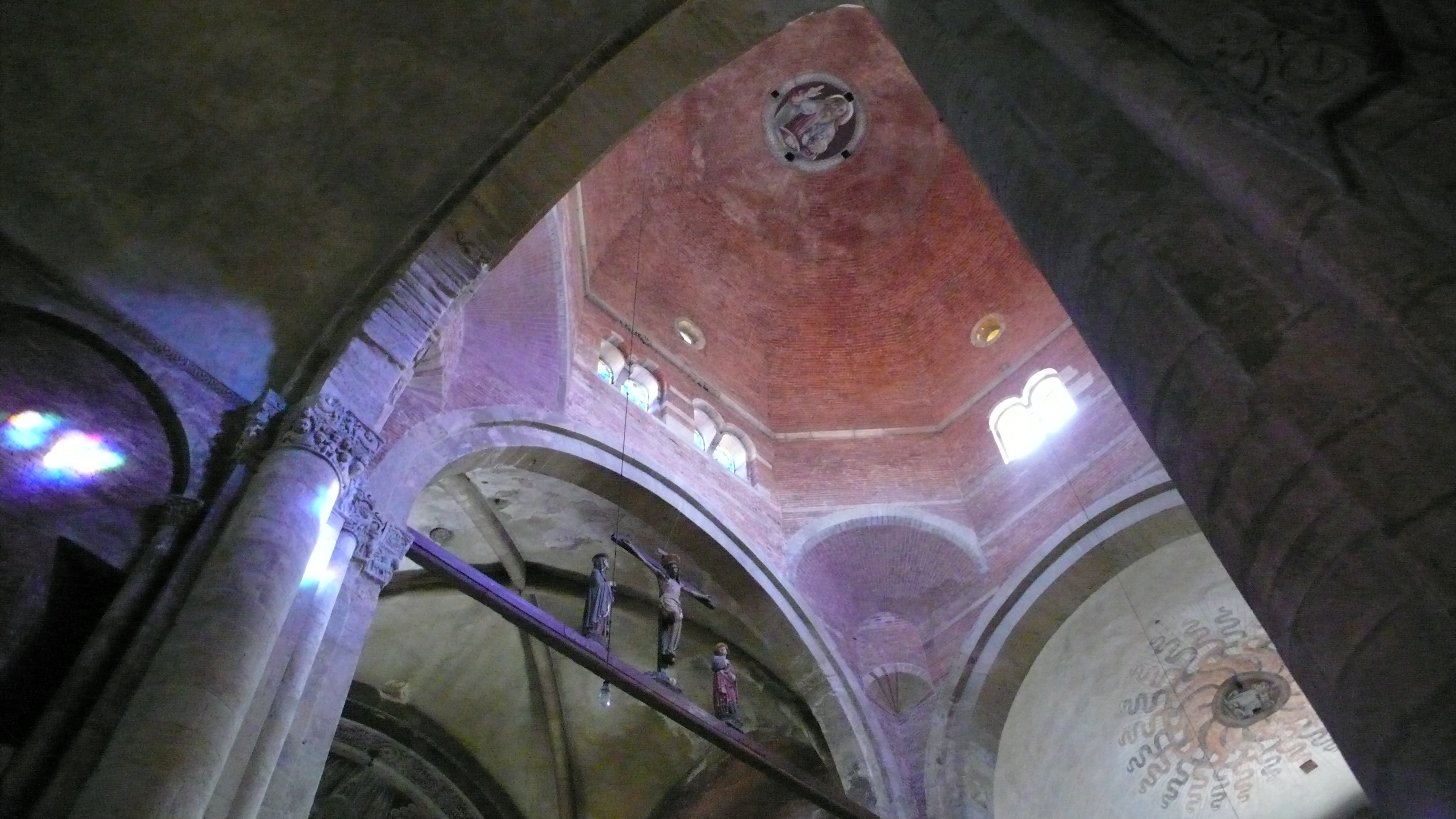
Vue du plafond
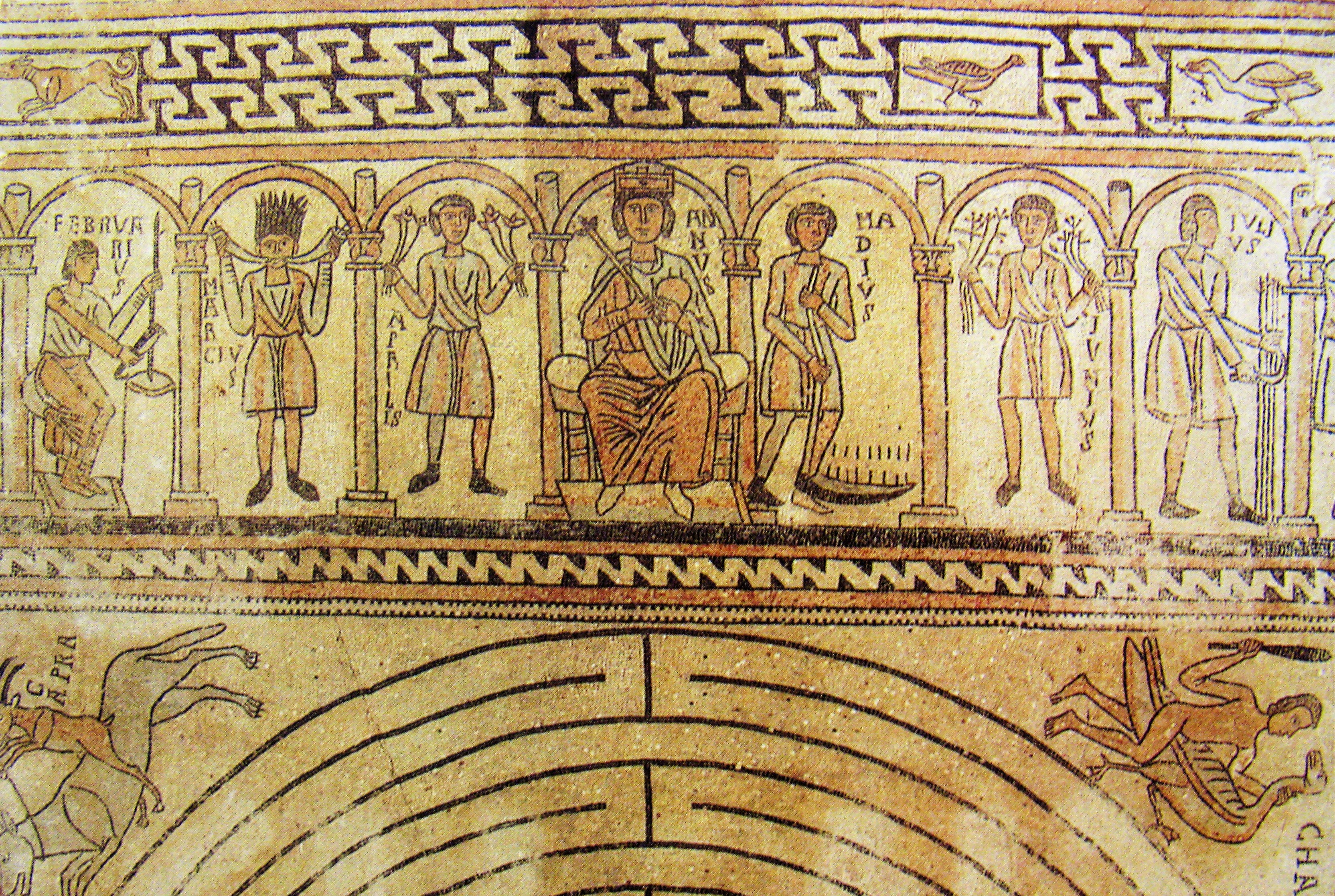
La mosaïque de l'autel, XIIe siècle.
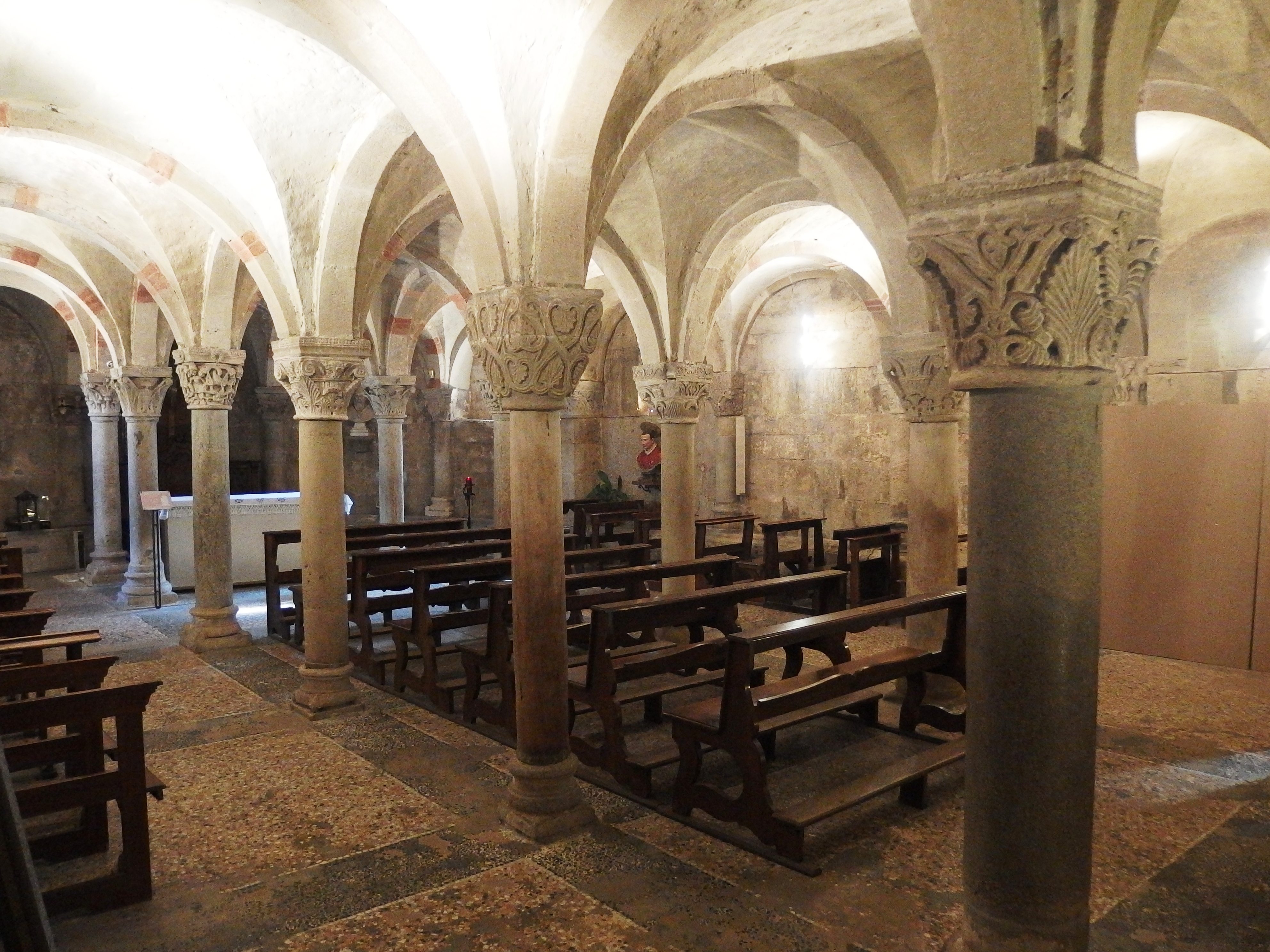
La crypte.
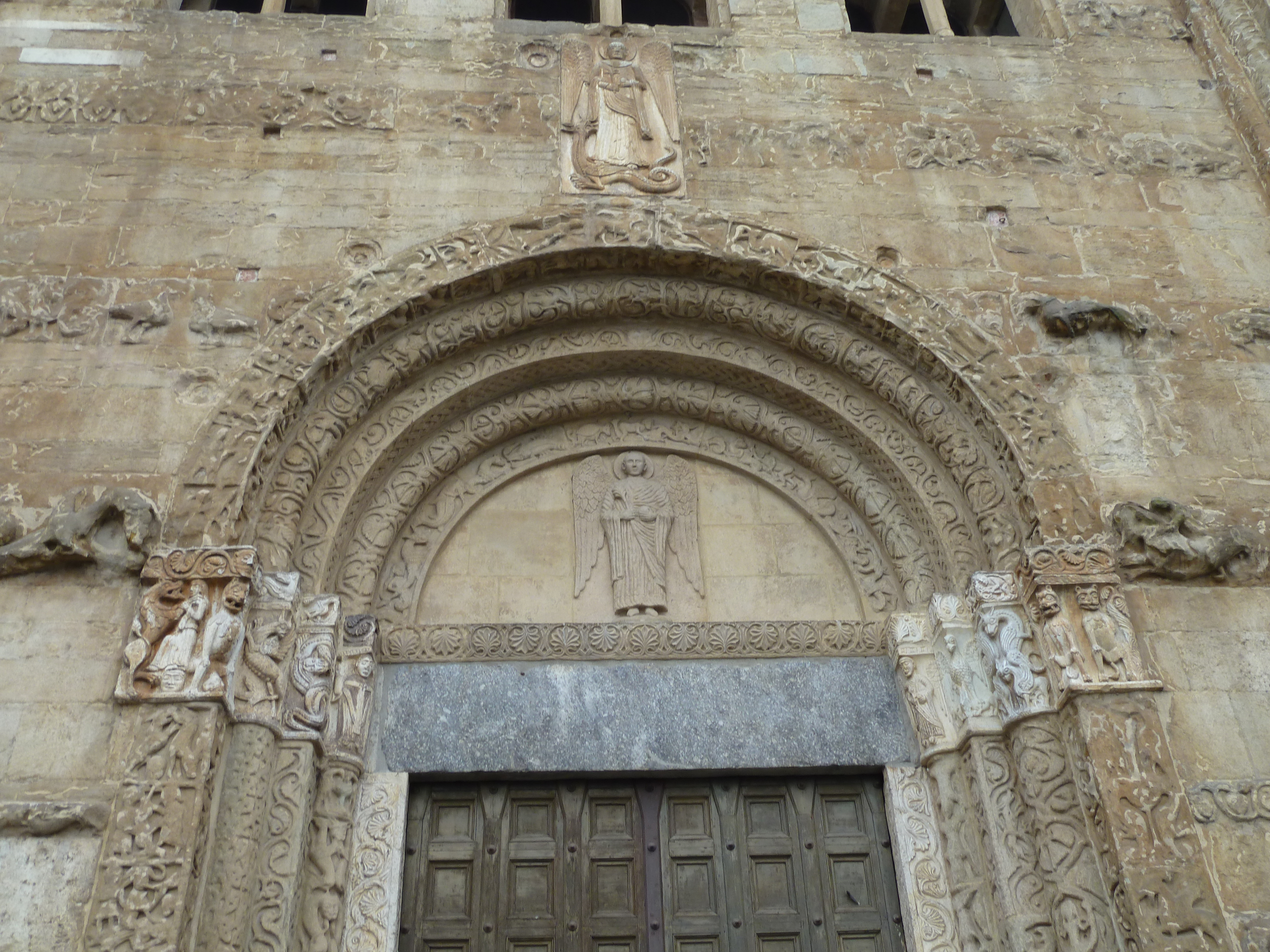
Le portail principal.